# 肯辛顿锁孔
肯辛頓鎖孔或肯辛頓鎖（英文：Kensington Security Slot，简称K-Slot 或 Kensington lock）是一個可於絕大部份便攜或小型電腦產品上找到的小孔，通常可见于笔记本电脑、液晶显示器、视频投影机等產品，這鎖孔是用作扣上電腦鋼纜鎖而設，而Kensington Computer Products Group正是這類電腦鎖的始創者。
這類電腦鎖主要分為鎖匙鎖及密码锁，鎖頭會連上一條包上塑膠的鋼纜，而鋼纜的末端會有一個小圈（見下圖）。上鎖的方法為先把鋼纜繞著一件不容易移動的物件（如书桌、窗台等等），再把鎖頭扣上電腦產品的鎖孔即成。
肯辛頓鎖並不是一個完美的保安手段，因電腦產品的外殼多由塑膠或較薄的金屬物料所造成，鎖的鎖扣部份有機會可被強行拔出，但同時亦會把產品的外殼嚴重破壞。由於被肯辛頓鎖孔破壞的電腦產品在二手市場並不值錢，所以賊人多數會避免偷取被鎖好的電腦。對於繁忙的辦公室、咖啡店和圖書館而言，肯辛頓鎖可有效遏制即興的賊人，是一個簡易可行的電腦產品保安方案。

## 參考圖片

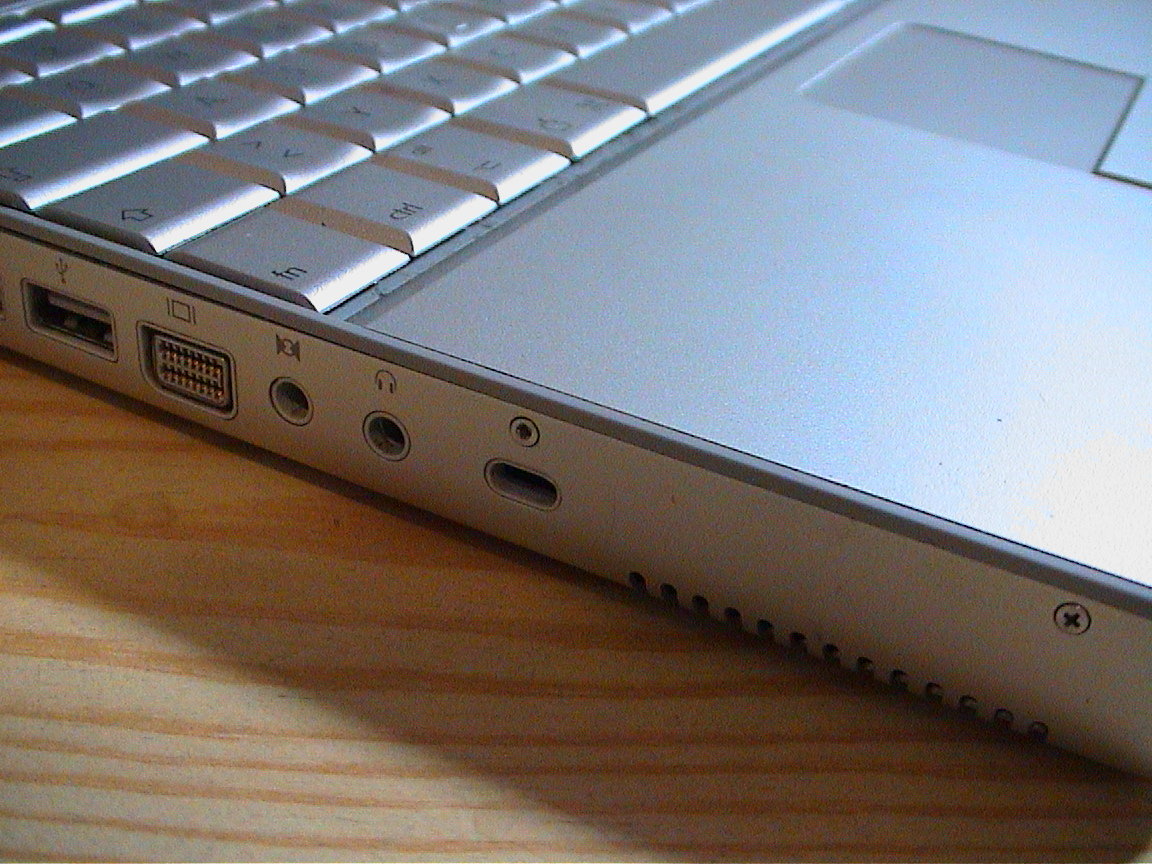
鎖孔
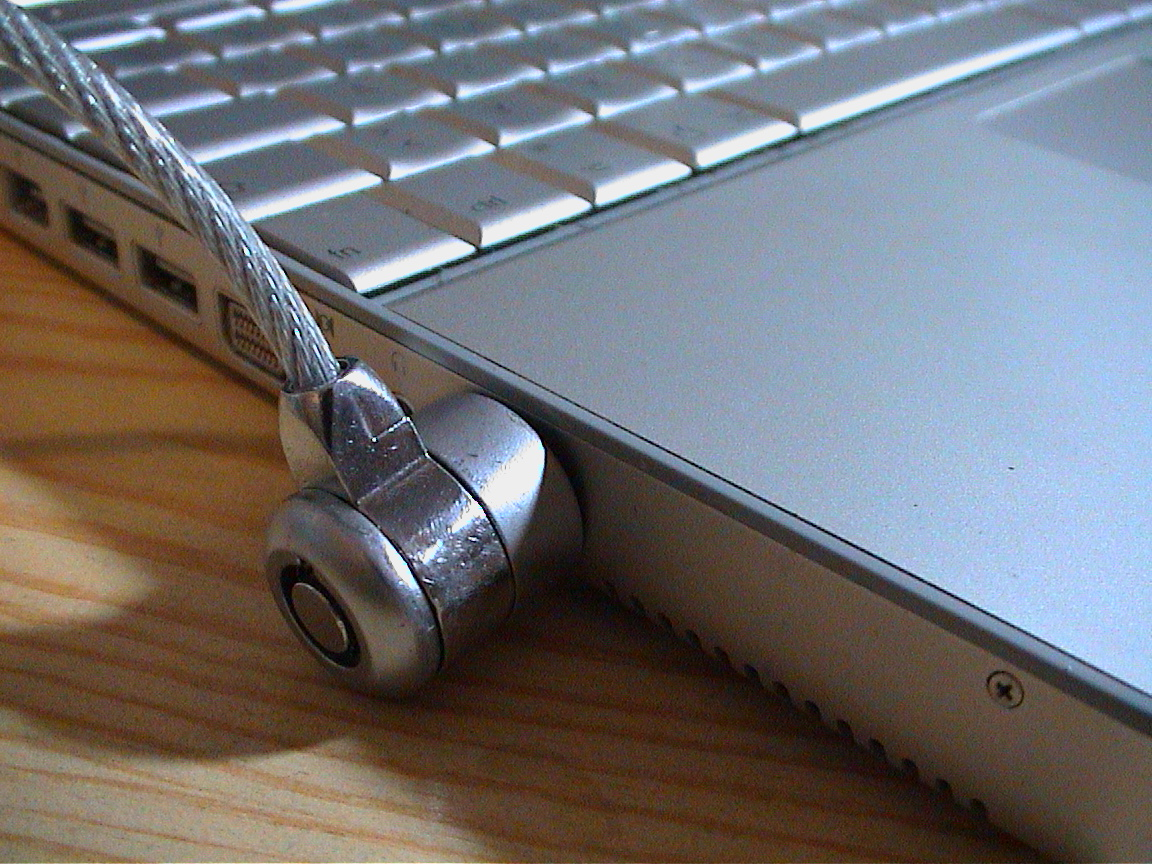
鎖上後的樣貌
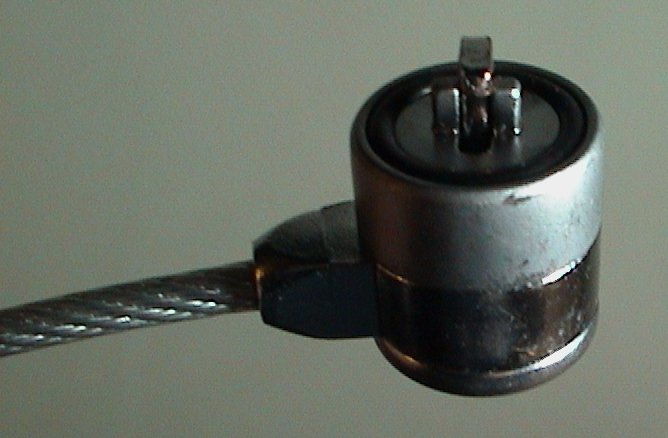
鎖頭